# أبو بكر العيادي
أبوبكر العيادي (جندوبة, 6 مارس 1949) كاتب و صحفي ومترجم تونسي مهاجر، يقيم في باريس منذ 1988. زاول تعليمه بمسقط رأسه ثم بمعهد ابن شرف بالعاصمة. أحرز على شهادة ختم الدروس الترشيحية سنة 1967. عمل بالتدريس والصحافة الثقافية والإنتاج الإذاعي.
كتب القصة و الرواية والمقال والدراسة والترجمة والمسلسل الإذاعي وأدب الطفل، ووضع بالفرنسية قصصا مستوحاة من التراث العربي القديم والتراث الشعبي التونسي، كما ساهم في إعداد كتب مدرسية لأبناء الجالية في أوروبا تحت إشراف وزارة التربية والتكوين.

## مؤلفاته
- دهاليز الزمن الممتد (قصص) الرياح الأربع، تونس 1986. (جائزة مدينة تونس).
- حكايات آخر الليل (قصص) النورس، تونس 1992.
- لابس الليل (رواية) سحر، تونس. ط 1، 2000. ط 2، 2017.
- حكاية شعلة (قصص) الإتحاف، تونس 2000.
- مسارب التيه (رواية) أندلسيات، تونس 2001.
- الضفة الأخرى (قصص) ط 1، كمبيانت، القاهرة 2001. ط 2، وليدوف، تونس 2011.
- آخر الرعية (رواية) لارماتان، باريس 2002.
- حقائب الترحال (قصص) ورقة للنشر، تونس 2009.
- الرجل العاري (رواية) دار الجنوب للنشر، تونس 2009 (الجائزة الثانية للكومار الذهبي).
- زمن الدنّوس (رواية) ورقة للنشر، تونس 2011.
- ورقات من دفتر الخوف (رواية) مومنت للنشر، لندن 2013.
- لعنة الكرسيّ (قصص) وليدوف، تونس 2015.
- العتق والرق (مقالات فكرية)، آفاق بيرسبكتيف، تونس 2016.
- جمر كانون (قصص) ط 1، الهيئة المصرية لقصور الثقافة، القاهرة 2013. ط 2، دار البدوي تونس 2017.

## صدر له للأطفال
- قافلة معروف. منشورات اليمامة، تونس 2006.
- الرجل الذي يجري خلف حظه . منشورات اليمامة، تونس 2006.
- جرس العدالة. منشورات اليمامة، تونس 2006 .
- الملك السمين والحكيم. منشورات اليمامة، تونس 2006.
- الكلب شيرو. منشورات اليمامة، تونس 2006.
- صانع الحبال. منشورات اليمامة، تونس 2006.
- الحلم الغريب. منشورات اليمامة، تونس 2006.
- صفوان العرّاف. منشورات اليمامة، تونس 2006.
- هدية العيد. الشركة التونسية للتوزيع، تونس 1987.
- النجار الكسلان. الشركة التونسية للتوزيع، تونس 1987.

### سيناريوهات تلفزيونية ومسلسلات إذاعية
كما كتب سيناريوهات تلفزيونية ومسلسلات إذاعية من بينها:
- الشيخ بائع الأزهار ( شريط تلفزيوني للأطفال ). الميدالية الذهبية لمهرجان الإذاعات والتلفزيونات العربية، القاهرة 1995.
- الأمير الصغير والعجوز ( مسلسل إذاعي للأطفال ). الميدالية الذهبية لمهرجان الإذاعات والتلفزيونات العربية ، القاهرة 1999 .
- ربوة شادي ( مسلسل إذاعي للأطفال ). الميدالية الذهبية لمهرجان الإذاعات والتلفزيونات العربية ، القاهرة 2000 .
- واحة الأطفال ( برنامج ثقافي للأطفال ) الميدالية الفضية لمهرجان اتحاد الإذاعات العربية ، تونس 2001 .
- منتدى البراعم ( برنامج ثقافي للأطفال ) الجائزة التقديرية لمهرجان اتحاد الإذاعات العربية ، تونس 2005
- الحوت الأزرق ( مسلسل إذاعي للأطفال ) الميدالية الفضية لمهرجان الأردن للإنتاج السمعي البصري، عمّان 2009.

### مسرح الطفل
- الملك الذي يُحب الحكايات ( مسرحية . إنتاج فرقة الفردوس. تونس. فازت بالجائزة الأولى للمهرجان المتوسطي صيف 2004 )
- عرس تميرة ( مسرحية. إنتاج فرقة العرائسي )
- احكي لي يا جدتي: (حكايات على أمواج الأثير

ستون حلقة ساهم في إخراجها للإذاعة الوطنية المختار الوزير وأنور العياشي ومحمد علي بلحارث.

## برامج ثقافية إذاعية
- خيوط الفجر (تذاع مرتين في الأسبوع على أمواج الإذاعة الوطنية منذ يناير 2001، ثم مرة في الأسبوع منذ سبتمبر 2004 حتى موفى 2007)
- دعابة الأصيل ( أذيع خلال صيف 2002، كل يوم جمعة.الإذاعة الوطنية )
- [دهاليز]

- نزهة البال في دنيا الأمثال ( أذيع خلال شهر رمضان 1415 هـ / 15 أكتوبر - 15 نوفمبر 2004. إذاعة الشباب )
- كاتب وكتاب ( قراءات في الكتب العربية والعالمية. حصة أسبوعية بإذاعة الشباب من نوفمبر 2004 إلى ديسمبر 2005)
- بين دفّتي كتاب ( قراءات في أمّهات الكتب . حصة أسبوعية بإذاعة الشباب من جانفي 2006 إلى جوان 2007)

## المؤلفات المدرسية الموجهة لأبناء الجالية التونسية بالخارج
- درسي الأول في العربية (بالاشتراك): كتاب القراءة، كتاب التمارين، كتاب الإيقاظ الحضاري، القرص الليزري. المركز الوطني البيداغوجي، تونس 2007.
- كتابي ولغتي (بالاشتراك): كتاب القراءة، كتاب التمارين، كتاب الإيقاظ الحضاري، القرص الليزري. المركز الوطني البيداغوجي، تونس 2008.
- لغتي سبيلي (بالاشتراك): كتاب القراءة، كتاب التمارين، كتاب الإيقاظ الحضاري، القرص الليزري. المركز الوطني البيداغوجي، تونس 2011.

## ترجمات
- أمراض الأدب القاتلة (مقالات فكرية) الهيئة الثقافية العامة، بغداد 1989.
- مذكرات شيهم (رواية ألان مابَنْكو) الهيئة المصرية العامة للكتاب، القاهرة 2015.
- يوم آخر من أيامنا (قصص من أمريكا اللاتينية)، مسعى، الكويت 2016.
- بوذا في العالم السّفلي (رواية جولي أوتسوكا) مسكلياني، تونس 2016.
- ذهول ورعدة (رواية أميلي نوتومب) ط 1، الهيئة المصرية العامة للكتاب، القاهرة 2012. ط 2، مسكلياني، تونس 2016.
- عدْو (رواية جان إشنوز)، مشروع كلمة، أبو ظبي 2016.
- بروق (رواية جان إشنوز)، مشروع كلمة، أبو ظبي 2016.
- ليلة مع صابرينا (رواية بيدرو ميرال)، مسكلياني، تونس 2017.
- رواية (الخوف) للروائي ستيفان زفايغ. 2017.
- المرأة التي كتبت التوراة (مواسير سكليار). 2019.[4]